# Achraf Ed Doghmy
Achraf Ed Doghmy, né le  19 novembre 1999, est un coureur cycliste marocain.

## Carrière
Il remporte la médaille de bronze lors des Championnats d'Afrique de cyclisme sur route 2023 à Accra.

## Palmarès sur route

### Par années
- 2022
  -  Champion du Maroc sur route
  - Challenge du Prince - Trophée princier
  - 3e du championnat de Maroc du contre-la-montre
- 2023
  -  Médaillé d'or du contre-la-montre par équipes des Jeux panarabes
  -  Médaillé d'or au championnat arabe du contre-la-montre par équipes
  -  Champion du Maroc sur route
  - 5e étape du Tour du Sahel
  - Tour de Marrakech Safi : 
    - Classement général
    - 2e étape

  - Tour du Bénin : 
    - Classement général
    - 1re étape

  - 8e étape du Tour du Cameroun
  - Course en ligne des Jeux de la Francophonie
  - 1re étape du Grand Prix Chantal Biya
  - 4e et 10e étapes du Tour du Faso
  - 2e du Tour du Sahel
  - 2e du championnat de Maroc du contre-la-montre
  - 2e du Grand Prix Boukraa
  - 2e du Grand Prix El Marsa
  -  Médaillé de bronze du championnat d'Afrique sur route
  - 3e du Tour du Faso
- 2024
  - Tour du Bénin : 
    - Classement général
    - 5e étape

### Classements mondiaux
| Année                                 | 2019  | 2020 | 2021  | 2022 | 2023 | 2024 |
| ------------------------------------- | ----- | ---- | ----- | ---- | ---- | ---- |
| Classement mondial                    | 1111e | nc   | 1440e | 386e | 151e | 810e |
| UCI Africa Tour                       | 55e   | nc   | 64e   | 11e  | 3e   | nc   |
|                                       |       |      |       |      |      |      |
| Légende : nc = non classéSource : UCI |       |      |       |      |      |      |